# 芝田湛水
芝田 湛水（しばた たんすい）は日本の教育者。現在の盛岡市に寺子屋を開き、地域の教育に多大な貢献をした。盛岡天満宮に筆塚があるほか、久昌寺に掛け軸が保存されている。子孫は漢字違いの柴田姓になっている。